# Лев, Моисей Яковлевич
Моисей Яковлевич Лев (1902—1976) — генерал-майор Советской Армии, участник Гражданской и Великой Отечественной войн.

## Биография

Могила Льва на Преображенском кладбище Москвы.

Моисей Яковлевич Лев родился 8 сентября 1902 года в Гомеле. После окончания начальной еврейской школы поступил в гимназию, в 1919 году окончил пятый класс. В 1920 году Лев пошёл на службу в Рабоче-Крестьянскую Красную Армию. Участвовал в боях Гражданской войны. После её окончания продолжил службу в Красной Армии, окончил артиллерийскую школу, служил на командных должностях в артиллерийских частях. В 1932 году Лев окончил Военную академию РККА имени М. В. Фрунзе, в 1939 году — Военную академию Генерального штаба.
В годы Великой Отечественной войны Лев командовал корпусной артиллерией 5-го гвардейского Донского казачьего кавалерийского корпуса. Организовывал боевые действия артиллерии во время важнейших боевых операций, в том числе битвы за Кавказ, при освобождении Украинской и Молдавской ССР, Румынии, Венгрии. 22 февраля 1944 года ему было присвоено воинское звание генерал-майора артиллерии.
После окончания войны Лев продолжал службу в Советской Армии, возглавлял отдел штаба артиллерии Дальневосточного фронта, командовал артиллерией корпуса. В феврале 1954 года он вышел в отставку. Проживал в Москве. Скончался 15 ноября 1976 года, похоронен на Преображенском кладбище Москвы.
Был награждён орденом Ленина, тремя орденами Красного Знамени, орденами Кутузова 2-й степени и Богдана Хмельницкого 2-й степени, орденом «Знак Почета», а также рядом медалей.